# Seznam zápasů československé a polské hokejové reprezentace
Seznam zápasů československé a polské hokejové reprezentace uvádí data, výsledky a místa konání vzájemných zápasů hokejových reprezentací Československa a Polska.

## Lední hokej na olympijských hrách
| Datum utkání | Výsledek | Rok  | Místo             | Branky Československa                                                                                                 |
| ------------ | -------- | ---- | ----------------- | --- |
| 13. 2. 1928  | 3 : 2    | 1928 | Svatý Mořic       | 2× Josef Maleček, Karel Hromádka                                                                                      |
| 1. 2. 1948   | 13 : 1   | 1948 | Svatý Mořic       | 5× Vladimír Bouzek, 4× Vladimír Zábrodský, 2× Josef Trousílek, 2× Jaroslav Drobný                                     |
| 15. 2. 1952  | 8 : 2    | 1952 | Praha             | 3× Vlastimil Bubník, 2× Miloslav Blažek, Vlastimil Hajšman, Miroslav Rejman, Jiří Sekyra                              |
| 29. 1. 1956  | 8 : 3    | 1956 | Cortina d'Ampezzo | 2x Slavomír Bartoň, 2x František Vaněk, Vladimír Zábrodský, Jan Kasper, Bohumil Prošek, Bronislav Danda               |
| 6. 2. 1972   | 14 : 1   | 1972 | Sapporo           | 6x Václav Nedomanský, 2x Vladimír Martinec, 2x Jiří Kochta, Richard Farda, Eduard Novák, Bohuslav Šťastný,Ivan Hlinka |
| 10. 2. 1976  | 0 : 1    | 1976 | Innsbruck         | kontumace |

## Mistrovství světa v ledním hokeji
| Datum utkání | Výsledek | Rok  | Místo         | Branky Československa |
| ------------ | -------- | ---- | ------------- | --- |
| 2. 2. 1931   | 4 : 1    | 1931 | Krynica-Zdrój | 3x Josef Maleček, Jiří Tožička |
| 8. 2. 1931   | 0 : 0    | 1931 | Krynica-Zdrój | Ne |
| 21. 2. 1933  | 1 : 0    | 1933 | Praha         | Jiří Tožička |
| 25. 2. 1937  | 1 : 0    | 1937 | Londýn        | Josef Maleček |
| 19. 2. 1947  | 12 : 0   | 1947 | Praha         | 4x Stanislav Konopásek, 4x Jaroslav Drobný, 2x Josef Kus, Vladimír Zábrodský, Miroslav Sláma                                                                                           |
| 5. 3. 1955   | 17 : 2   | 1955 | Krefeld       | 4x Vlastimil Bubník, 3x Vladimír Zábrodský, 2x Oldřich Sedlák, 2x Slavomír Bartoň, Karel Gut, Václav Pantůček, Miroslav Rejman, Vlastimil Hajšman, Jan Kasper, Milan Vidlák            |
| 5. 3. 1957   | 12 : 3   | 1957 | Moskva        | 4x Miroslav Vlach, 2x Miloslav Šašek, Vilém Václav, Jiří Pokorný, Miloslav Vinš, Slavomír Bartoň, Václav Pantůček, Bohumil Prošek                                                      |
| 3. 3. 1958   | 7 : 1    | 1958 | Oslo          | 2x František Vaněk, Ján Starší, Miroslav Vlach, Slavomír Bartoň, Jaroslav Volf, Stanislav Bacílek                                                                                      |
| 6. 3. 1959   | 13 : 1   | 1959 | Bratislava    | 4x Jaroslav Jiřík, 2x Karol Fako, Josef Černý, Bohumil Prošek, Ján Starší, Rudolf Potsch, František Tikal, Miroslav Vlach, Jozef Golonka                                               |
| 6. 3. 1966   | 6 : 1    | 1966 | Lublaň        | Stanislav Prýl, Jiří Holík, Milan Kokš, František Ševčík, Václav Nedomanský, Rudolf Potsch                                                                                             |
| 14. 3. 1970  | 6 : 3    | 1970 | Stockholm     | Oldřich Machač, Vladimír Martinec, Jan Suchý, Július Haas, Jiří Kochta, Václav Nedomanský                                                                                              |
| 22. 3. 1970  | 10 : 2   | 1970 | Stockholm     | 2x Jiří Holík, 2x Vladimír Martinec, Václav Nedomanský, Július Haas, František Ševčík, František Pospíšil, Jan Suchý, Jaroslav Holík                                                   |
| 31. 3. 1973  | 14 : 1   | 1973 | Moskva        | 2x Jaroslav Holík, 2x Václav Nedomanský, 2x Jan Klapáč, Jiří Kochta, Oldřich Machač, Josef Paleček, Richard Farda, Bohuslav Šťastný, Jiří Holík, Vladimír Martinec, František Pospíšil |
| 8. 4. 1973   | 4 : 1    | 1973 | Moskva        | 2x Václav Nedomanský, Ivan Hlinka, Jiří Holík |
| 5. 4. 1974   | 8 : 0    | 1974 | Helsinky      | 2x Vladimír Martinec, 2x Václav Nedomanský, Jiří Kochta, Oldřich Machač, Richard Farda, Ivan Hlinka                                                                                    |
| 13. 4. 1974  | 12 : 3   | 1974 | Helsinky      | 2x Vladimír Martinec, 2x Jiří Holík, 2x Václav Nedomanský, 2x Bohuslav Šťastný, Jiří Bubla, Ivan Hlinka, Jiří Kochta, Vladimír Veith                                                   |
| 3. 4. 1975   | 5 : 0    | 1975 | Mnichov       | 2x Vladimír Martinec, Eduard Novák, Oldřich Machač, Josef Augusta |
| 12. 4. 1975  | 8 : 2    | 1975 | Düsseldorf    | 2x Milan Nový, 2x Jiří Holík, František Kaberle, Marián Šťastný, František Pospíšil, Bohuslav Šťastný                                                                                  |
| 9. 4. 1976   | 12 : 0   | 1976 | Katovice      | 2x Jiří Holík, 2x Peter Šťastný, 3x Jiří Novák, Vladimír Martinec, Jiří Bubla, Bohuslav Šťastný, František Černík, Ivan Hlinka                                                         |
| 12. 4. 1986  | 1 : 2    | 1986 | Moskva        | Petr Rosol |
| 23. 4. 1986  | 8 : 1    | 1986 | Moskva        | 2x Jiří Šejba, Vladimír Růžička, Jiří Hrdina, František Procházka, Petr Rosol, Dárius Rusnák, Antonín Stavjaňa                                                                         |
| 16. 4. 1989  | 15 : 0   | 1989 | Stockholm     | 4x Oldřich Válek, 2x Vladimír Růžička, Antonín Stavjaňa, Robert Kron, Vladimír Svitek, Jiří Doležal, František Procházka, Otakar Janecký, Jiří Kučera, Bedřich Ščerban, Oto Haščák     |

## Mistrovství Evropy v ledním hokeji
| Datum utkání | Výsledek | Rok  | Místo    | Branky Československa                  |
| ------------ | -------- | ---- | -------- | -------------------------------------- |
| 27. 1. 1927  | 1 : 1    | 1927 | Vídeň    | Josef Maleček                          |
| 3. 2. 1929   | 2 : 1 PP | 1929 | Budapešť | Bohumil Steigenhöfer, Wolfgang Dorasil |

## Ostatní zápasy
| Datum utkání | Výsledek | Zápas                | Místo     | Branky Československa |
| ------------ | -------- | -------------------- | --------- | --------------------- |
| 23. 1. 1926  | 0 : 1    | přátelsky            | Praha     |                       |
| 24. 3. 1949  | 8 : 2    | přátelsky            | Ostrava   |                       |
| 26. 3. 1949  | 7 : 2    | přátelsky            | Brno      |                       |
| 10. 3. 1951  | 10 : 6   | přátelsky            | Davos     |                       |
| 25. 1. 1952  | 9 : 0    | přátelsky            | Praha     |                       |
| 6. 12. 1970  | 10 : 1   | přátelsky            | Moskva    |                       |
| 20. 12. 1972 | 3 : 0    | Cena Izvestijí 1972  | Moskva    |                       |
| 18. 3. 1973  | 8 : 2    | přátelsky            | Katovice  |                       |
| 18. 12. 1973 | 9 : 1    | Cena Izvestijí 1973  | Moskva    |                       |
| 11. 4. 1987  | 9 : 1    | přátelsky            | Příbram   |                       |
| 12. 4. 1987  | 12 : 2   | přátelsky            | Tábor     |                       |
| 29. 12. 1987 | 3 : 2    | Deutschland Cup 1987 | Stuttgart |                       |
| 7. 2. 1988   | 3 : 2    | přátelsky            | Anchorage |                       |

- pokračuje Seznam zápasů české a polské hokejové reprezentace

## Celková bilance vzájemných zápasů Československa a Polska
| Zápasy | Výhry | Remízy | Prohry | Skóre  |
| ------ | ----- | ------ | ------ | ------ |
| 43     | 39    | 2      | 2      | 327:58 |

Poznámka k utkání
- 10. 2. 1976 (ZOH), Utkání Československo – Polsko 7:1, bylo pro pozitivní dopingový test Františka Pospíšila kontumováno 0:1 ve prospěch Polska.